# Investidura presidencial de Gustavo Petro
La investidura presidencial de Gustavo Petro se refiere al acto de posesión del nuevo presidente electo en la ciudad de Bogotá (sede de Gobierno de Colombia) el 7 de agosto de 2022.
La ceremonia inició como es tradicional desde el Palacio de San Carlos desde donde los nuevos mandatarios y sus familias marchan hacia la plaza de Bolívar, primero marchó la vicepresidenta Francia Márquez y su familia y seguidamente lo hizo el presidente electo Gustavo Petro junto con su familia. A diferencia de otras ocasiones por petición expresa de Petro se suprimió el uso de alfombras durante la caminata tanto de entrada a la plaza como de arribo al palacio presidencial.
Dentro de los participantes del acto musical estuvieron Betty Garcés cantante soprano, y la pianista Teresita Gómez. Por primera vez, un sector de la plaza fue habilitado para la entrada de público general.

## Investidura
El presidente del congreso Roy Barreras pronunció su discurso protocolario y acto seguido tomó juramento a Gustavo Petro; sorpresivamente y saliéndose del protocolo, Barreras llamó a la tarima a la senadora María José Pizarro, hija de Carlos Pizarro Leongómez el asesinado candidato presidencial y líder y del Movimiento 19 de abril, para que fuera ella quien invistiera con la banda presidencial a Petro. Acto seguido, Barreras le impuso a Petro un prendedor de la paloma de la paz.

## Espada de Bolívar
Durante la ceremonia de posesión se dio un hecho que alteró el curso de la ceremonia y fue la petición de Petro de traer la espada de Simón Bolívar que se encontraba en la Casa de Nariño. 

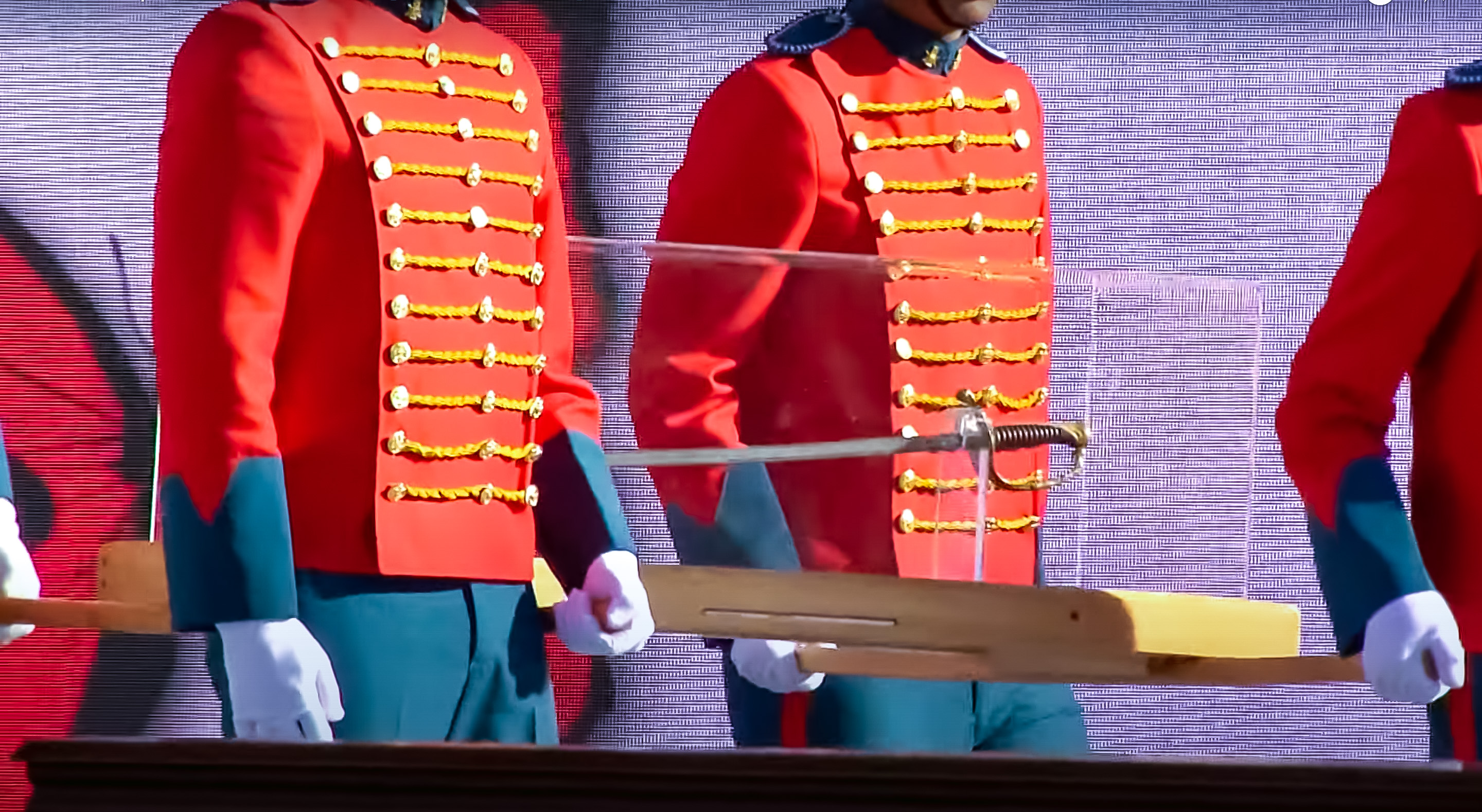
Soldados cargando la espada de Bolívar.

Días antes del evento inaugural, Petro había solicitado la presencia de la espada de Simón Bolívar en el acto de posesión, en referencia al hecho histórico del llamado «robo de la espada» por parte del M-19, quienes lo veían como una «recuperación de la espada para el pueblo». Los medios de comunicación habían anunciado que la espada acompañaría la marcha inicial de Petro desde el Palacio de San Carlos hasta la Plaza de Bolívar. Sin embargo el presidente saliente Iván Duque y su gobierno pusieron varios obstáculos y finalmente negaron dicha solicitud horas antes de que se diera inicio al acto de posesión. Inmediatamente tras tomar juramento, Petro solicitó a la casa militar llevar la espada a la toma de posesión. Dicha petición, que se convertiría en su primera orden como mandatario, provocó un inusual receso durante la ceremonia.
En los días posteriores hubo críticas al rey de España de parte de la prensa y sectores políticos de su país, porque aparentemente no se puso de pie cuando la espada hizo su entrada, a diferencia de los otros invitados.

## Juramento de Francia Márquez

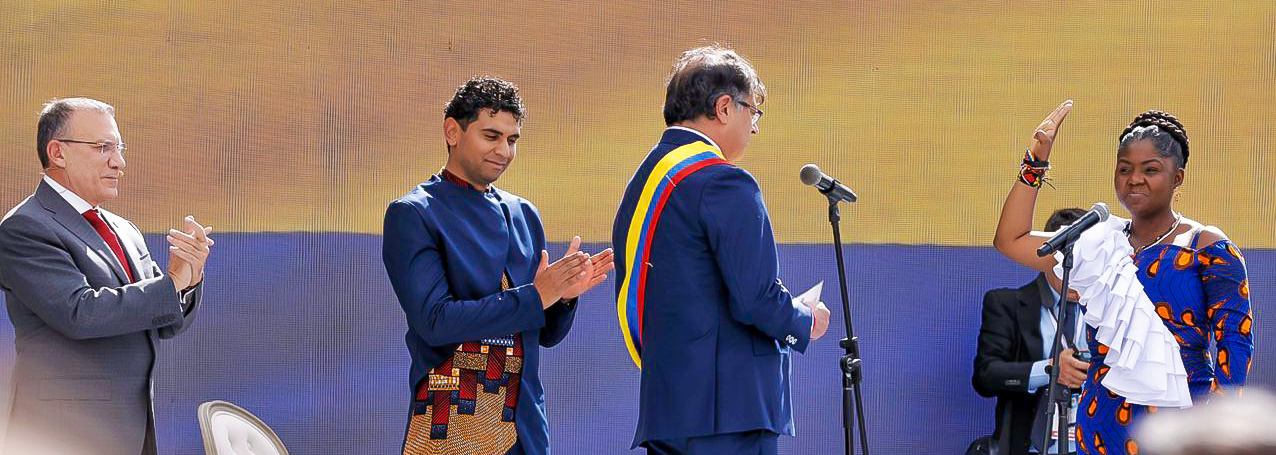
Roy Barreras, David Racero, Gustavo Petro y Francia Márquez.

Tras hacer la solicitud de traer la espada de Bolívar, Petro tomó juramento a Francia Márquez quien además de pronunciar las palabras de juramento protocolarias agregó: «(...) también juro ante mis ancestros y ancestras, hasta que la dignidad se haga costumbre», lo que desató una ovación del público general. Esta frase había sido uno de los lemas en su activismo social y llegó a ser una frase de campaña que más tarde fue replicado por varios seguidores y aliados políticos incluido el propio Gustavo Petro.
Al terminar el juramento de Márquez, el presidente del congreso Roy Barreras solicitó formalmente un receso y pidió a los artistas musicales tocar una pieza mientras esperaban el arribo de la espada. Debido a que el ensamble musical no tenía piezas adicionales ensayadas en conjunto ni partituras adicionales el intermedio musical estuvo a cargo de la pianista Teresita Gómez que improvisó algunas piezas que conocía de memoria.

## Discurso de Petro

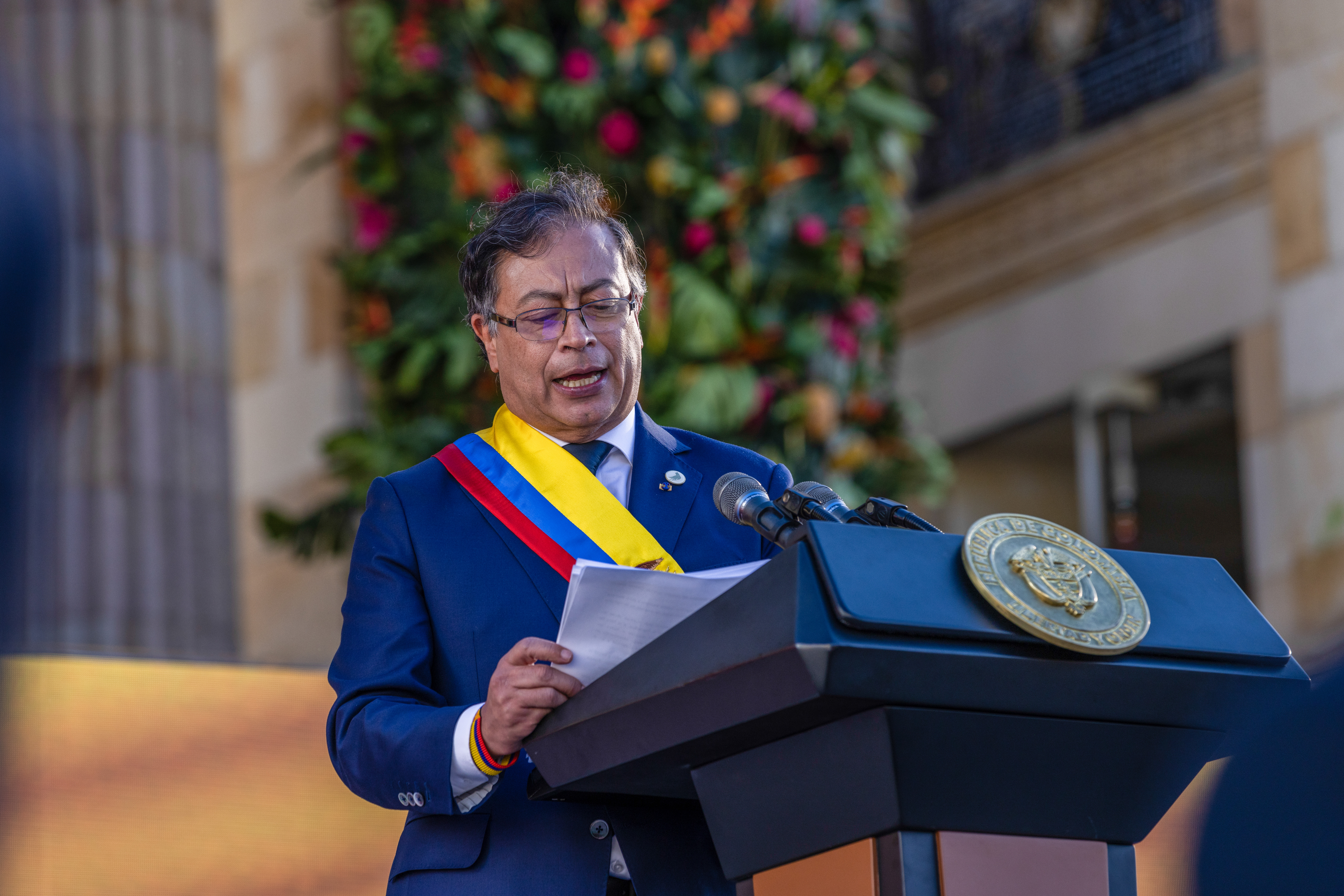
Gustavo Petro durante su discurso.

Una vez sorteada la espera de la espada de Bolívar, el presidente Petro se dispuso a dar su discurso. Tras una introducción dio a conocer un decálogo.
El discurso giró alrededor del tema de alcanzar la paz, resaltó igualmente el fracaso que existe sobre la guerra contra las drogas y la importancia de la transición energética debido al cambio climático.
Terminó su discurso mencionando unas palabras que había recibido de una niña de la comunidad arhuaca en la Sierra Nevada de Santa Marta días antes durante la posesión simbólica ancestral y finalmente habló de tener una segunda oportunidad y terminó su discurso diciendo «tenemos una segunda oportunidad bajo los cielos de la tierra».

## Invitados de honor
Gustavo Petro invitó a asistir a su posesión a varias personas del común que conoció durante su campaña a la presidencia y les dio el estatus de «invitados de honor» y fueron mencionados uno a uno durante su discurso de posesión, ellos fueron:
- Arnulfo Muñoz, pescador de Honda, Tolima. Brindó posada a Petro durante la campaña.
- Katherine Gil, líder juvenil de Quibdó, Chocó.
- Kelly Garcés, barrendera de la ciudad de Medellín. Se hizo viral en redes sociales durante la campaña ya que un usuario subió un video donde la grababa haciendo su trabajo mientras la increpaba por tener publicidad del Pacto Histórico adherida a su carro de trabajo.
- Rigoberto López, campesino cafetero de Anserma, Caldas.
- Luis Londoño, silletero de Santa Helena, Antioquia a las afueras de la ciudad de Medellín.
- Genoveva Palacios, vendedora ambulante del departamento del Chocó.[11]

## Delegaciones internacionales
Los siguientes mandatarios y funcionarios internacionales son algunos de los más relevantes y representativos de sus respectivos países que decidieron llegar hasta la ciudad de Bogotá (en misión oficial) para asistir a la investidura presidencial de Gustavo Petro:

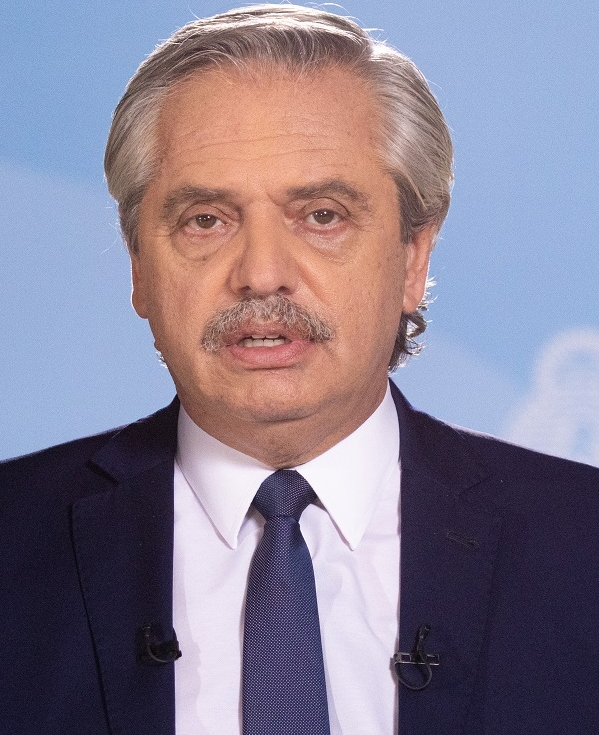
Argentina Alberto Fernández Presidente de Argentina (2019-2023)
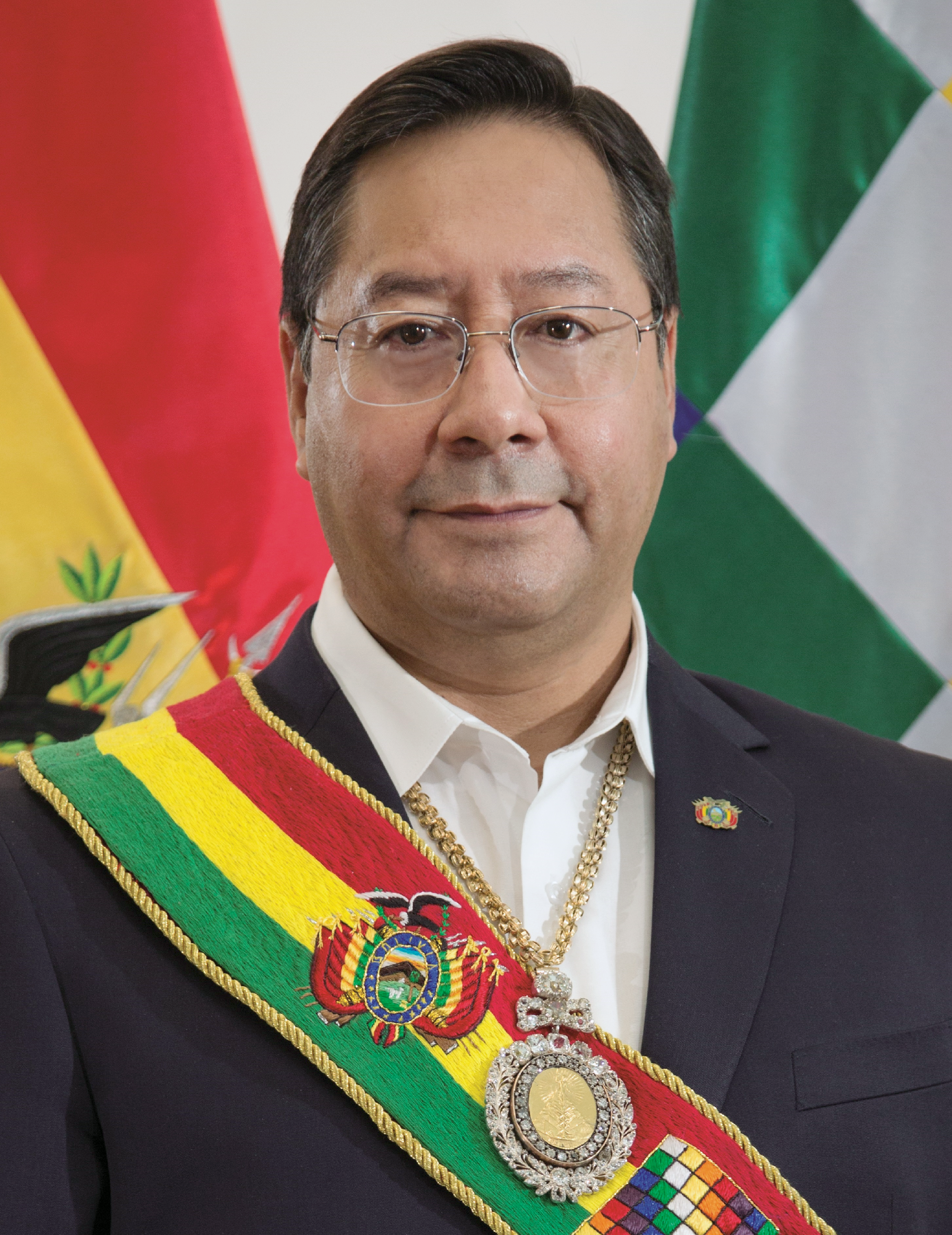
Bolivia Luis Arce Presidente de Bolivia (2020-Presente)
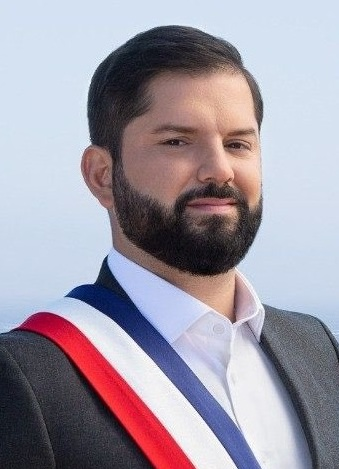
Chile Gabriel Boric Font Presidente de Chile (2022-Presente)
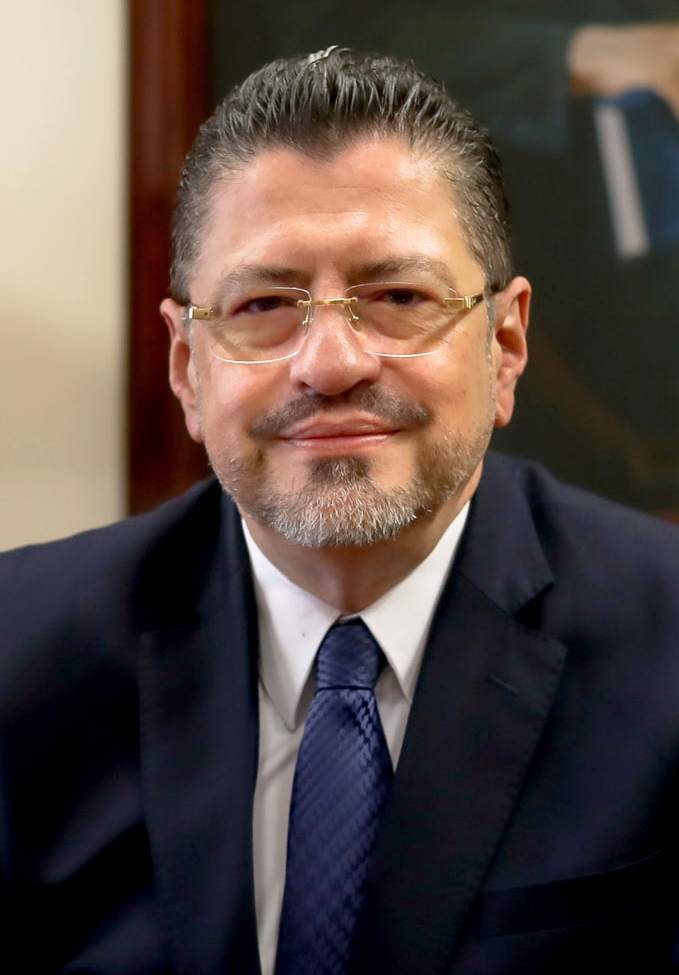
Costa Rica Rodrigo Chaves Presidente de Costa Rica (2022-Presente)
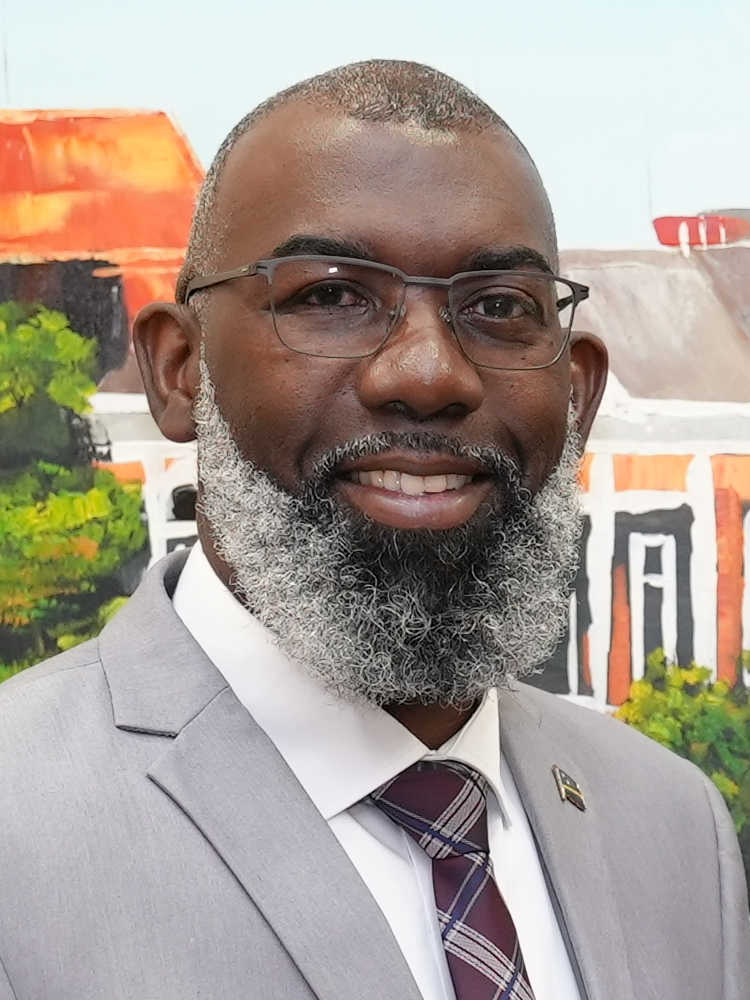
Curazao Gilmar Pisas Primer ministro de Curazao (2021-Presente)
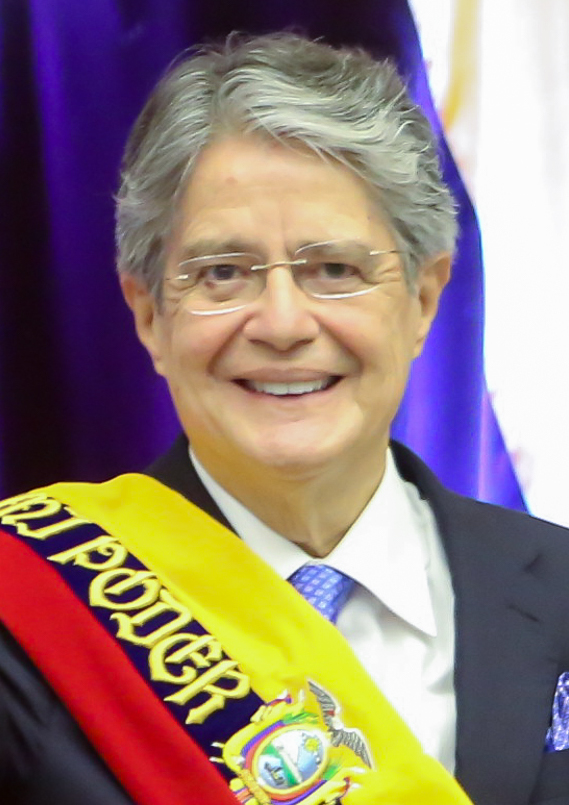
Ecuador Guillermo Lasso Presidente de Ecuador (2021-2023)
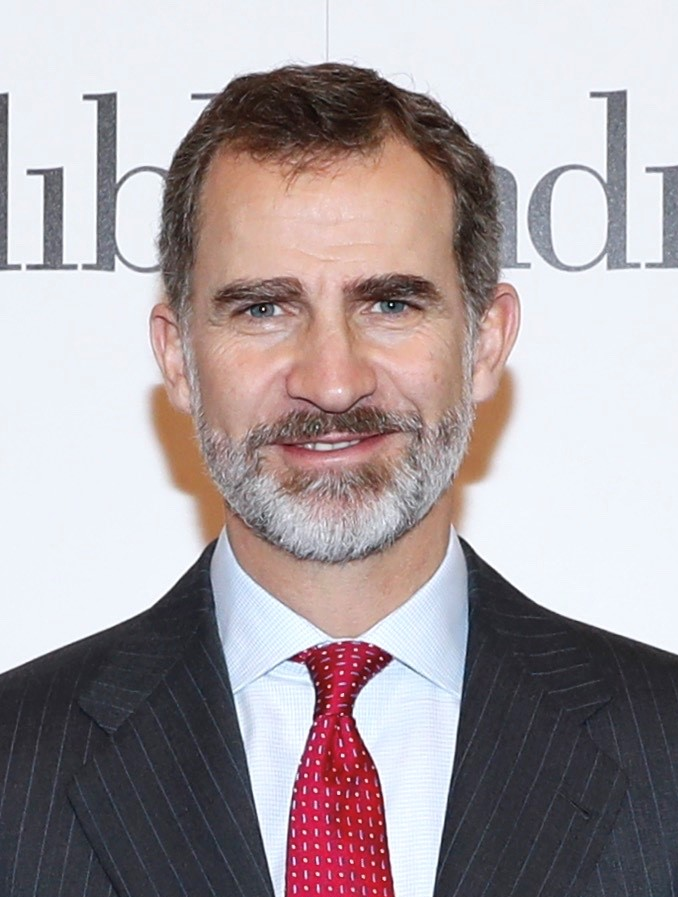
España Felipe VI de España Rey de España (En representación oficial del Reino de España)
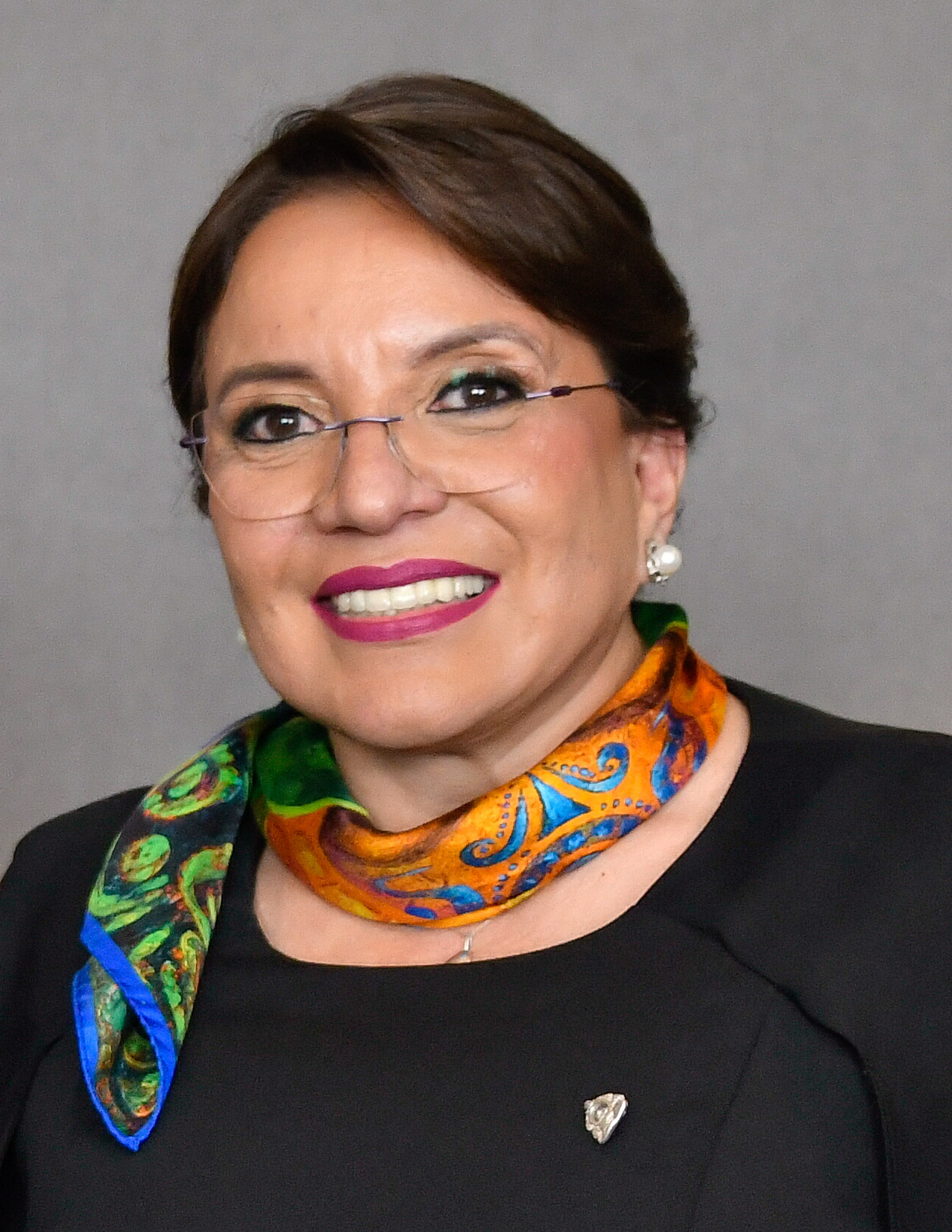
Honduras Xiomara Castro Presidenta de Honduras (2022-Presente)
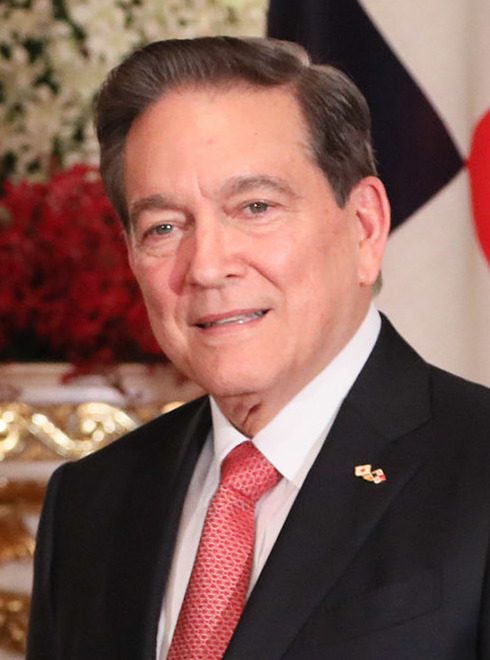
Panamá Laurentino Cortizo Presidente de Panamá (2019-2024)
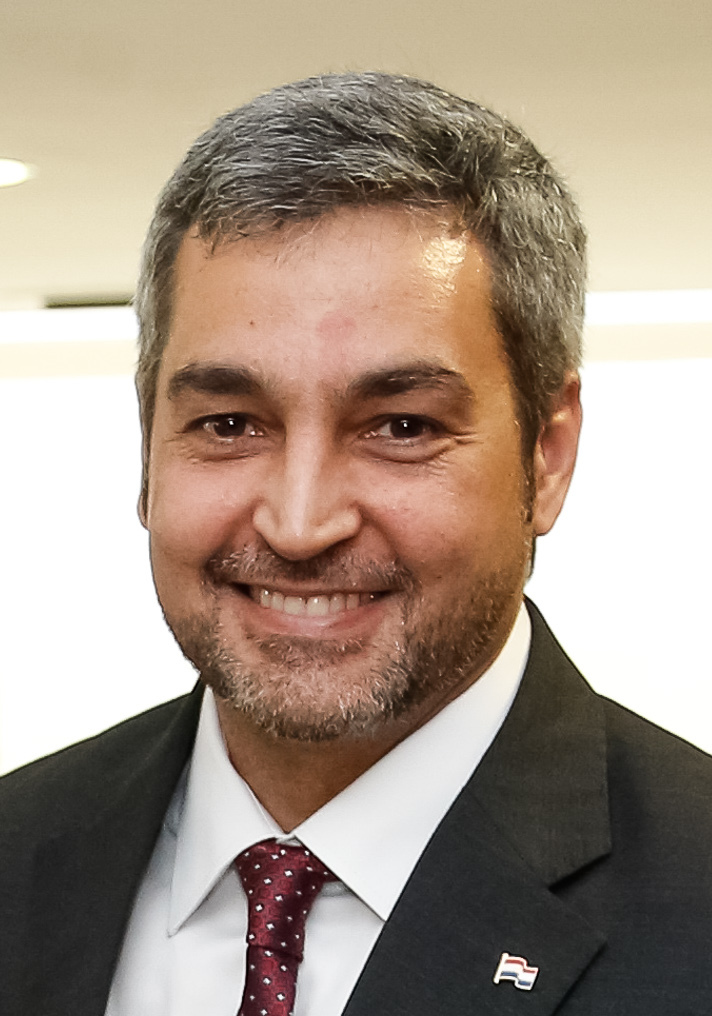
Paraguay Mario Abdo Benítez Presidente de Paraguay (2018-2023)
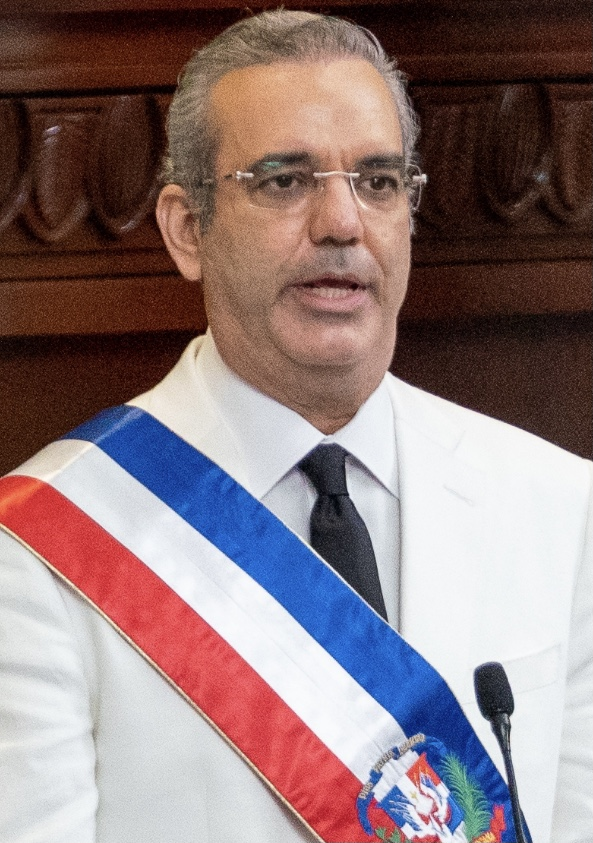
República Dominicana Luis Abinader Presidente de República Dominicana (2020-Presente)
El Salvador Félix Ulloa Vicepresidente de El Salvador (2019-Presente)
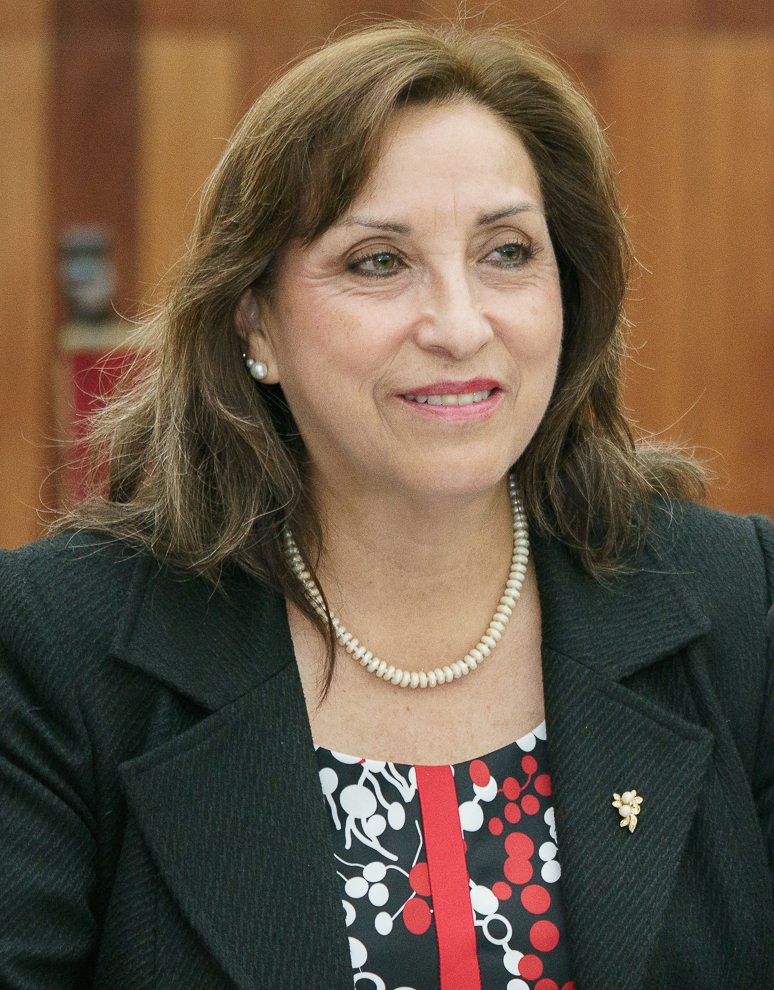
Perú Dina Boluarte Vicepresidenta de Perú (2021-2022)
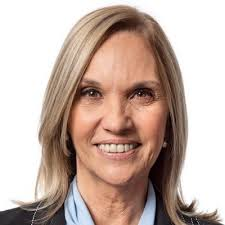
Uruguay Beatriz Argimón Vicepresidenta de Uruguay (2020-2025)
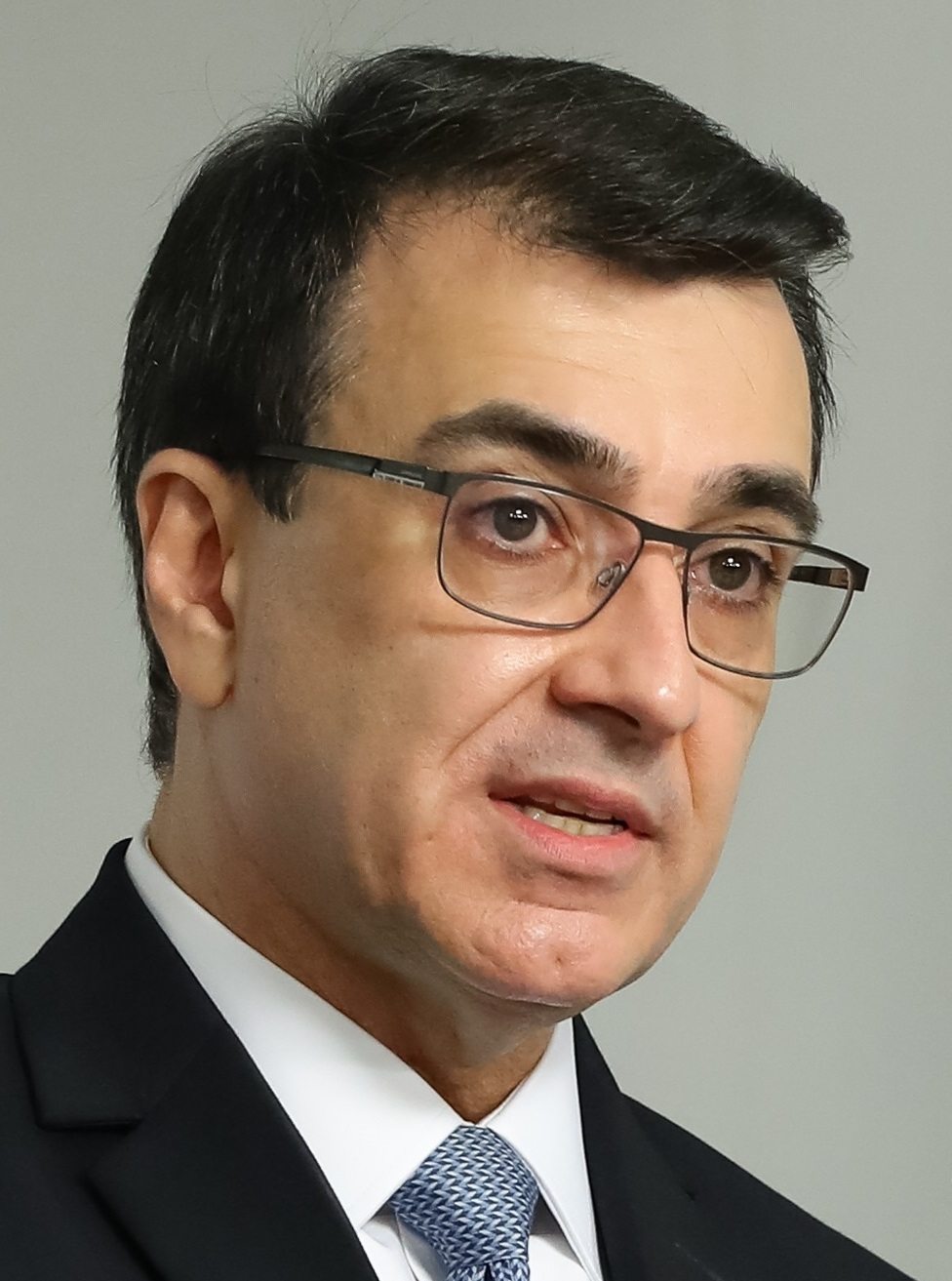
Brasil Carlos Alberto Franco França Canciller de Brasil (2021-2022)
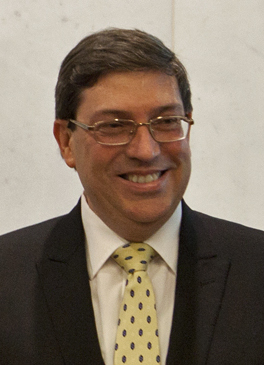
Cuba Bruno Rodríguez Parrilla Canciller de Cuba (2009-Presente)
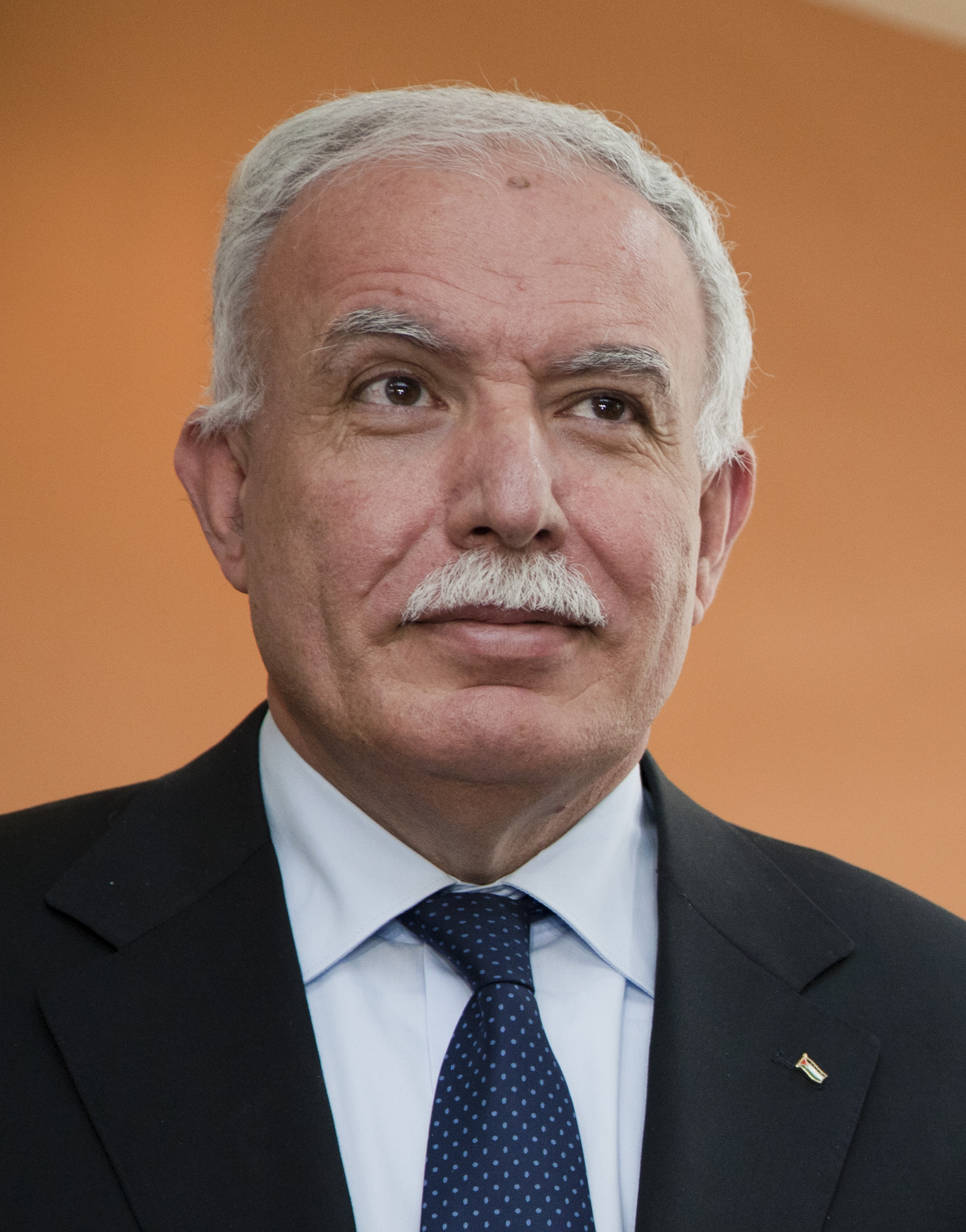
Palestina Riyad al-Maliki Canciller de Palestina (2007-Presente)
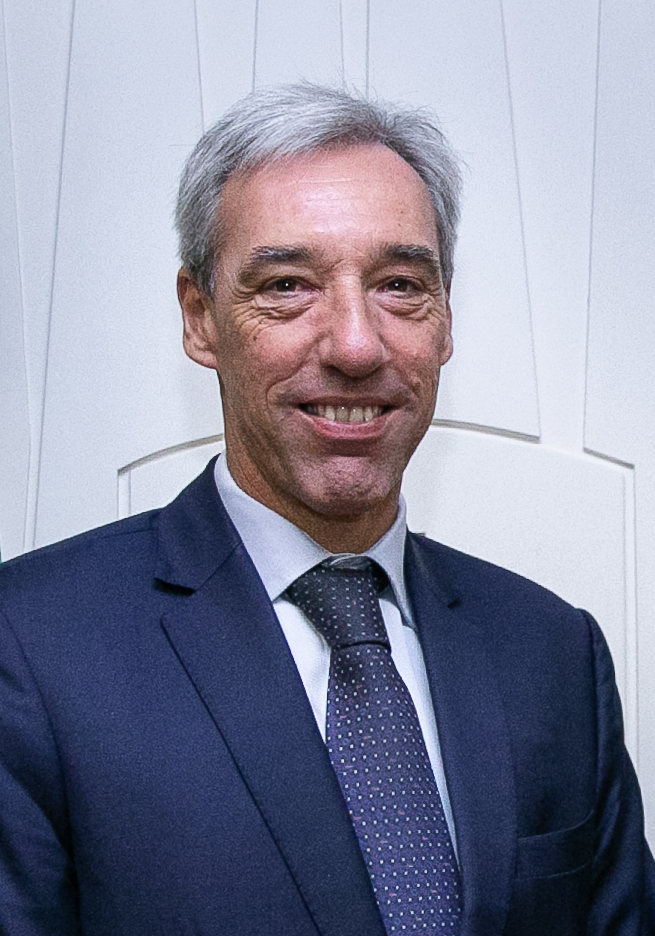
Portugal João Gomes Cravinho Canciller de Portugal (2022-2024)
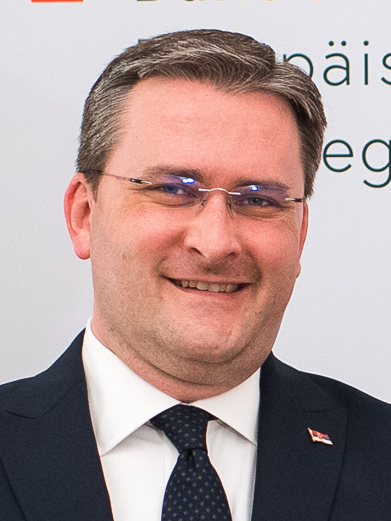
Serbia Nikola Selaković Canciller de Serbia (2020-2022)
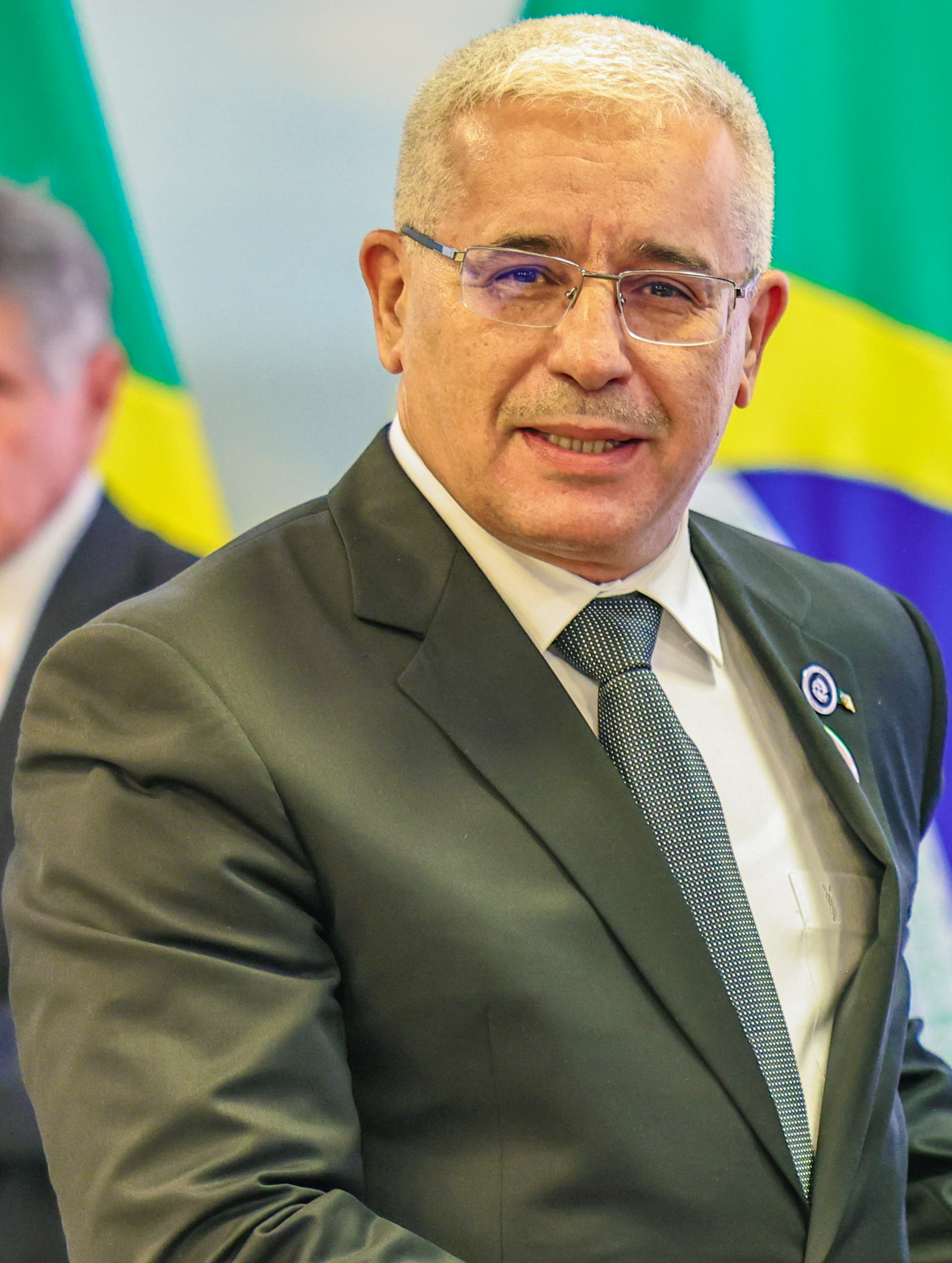
Argelia Ibrahim Boughali Presidente del Parlamento Argelino (2021-Presente)
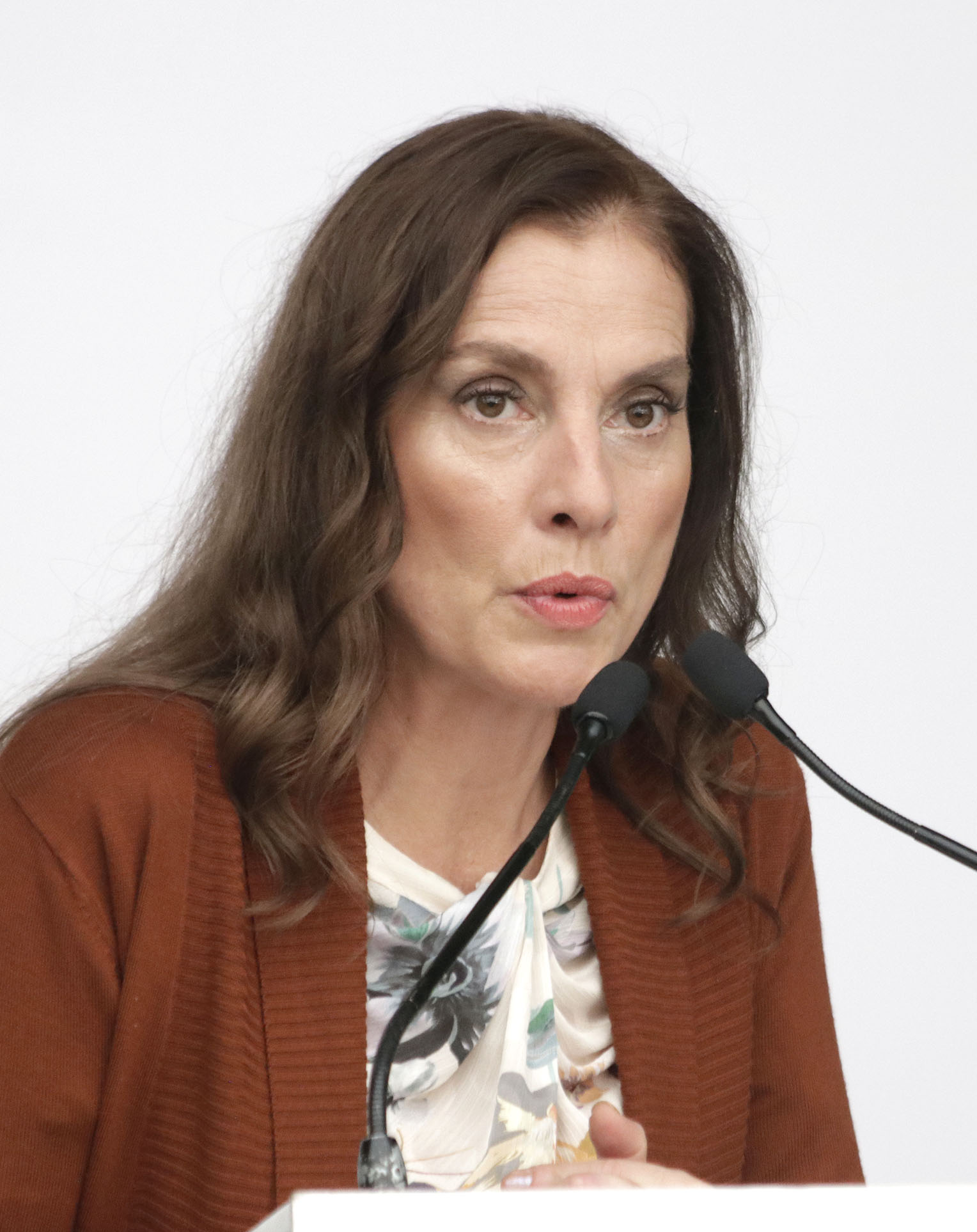
México Beatriz Gutiérrez Müller Primera Dama de México (2018-2024)
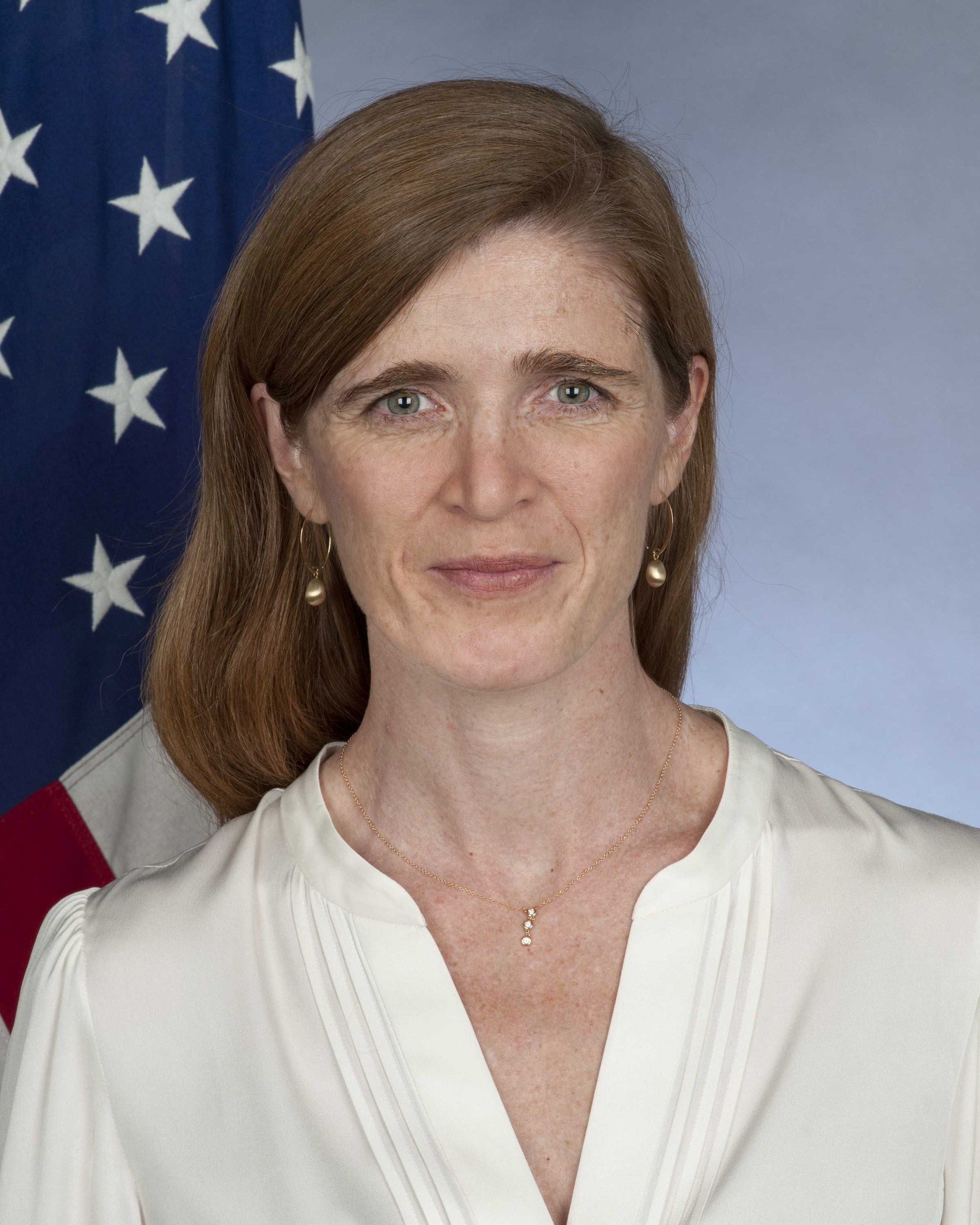
Estados Unidos Samantha Power Administradora de la Agencia de los Estados Unidos para el Desarrollo Internacional (2021-2025)